# فلورنسیا (کاکئتا)
فلورنسیا (کاکئتا) (به اسپانیایی: Florencia, Caquetá) یک سکونتگاه مسکونی در کلمبیا است که در بخش کاکئتا واقع شده‌است.

## خصوصیات
فلورنسیا ۲٬۲۹۲ کیلومترمربع مساحت و ۱۶۳٬۳۲۳ نفر جمعیت دارد و ۲۴۲ متر بالاتر از سطح دریا واقع شده‌است.